# Luis Gabriel Cano Isaza
Luis Gabriel Cano Isaza (1924- Cartagena, 17 de enero de 2010) fue un periodista y empresario de medios colombiano.
Fue gerente general y luego director del diario El Espectador, quien fue fundado por su familia, desde 1986 (tras el asesinato de su hermano Guillermo) hasta los años 90. Cano fue el encargado de las finanzas del diario, muy importante durante la desfinanciación del mismo a principios de los años 80.
Fue el primer periodista colombiano en ser presidente de la Sociedad Interamericana de Prensa (SIP) y ganó los premios Maria Moors Cabot en 1969 y Golden Pen of Freedom Award en 1990, por sus columnas contra el narcotráfico en Colombia.